# Maryam Yahaya
Maryam Yahaya   (Kano, 17 de juliol de 1997) és una actriu de cinema nigeriana de la indústria de Kannywood. Va guanyar el reconeixement per haver protagonitzat Taraddadi, una pel·lícula dirigida per Elnass Ajenda. Per la seva actuació a Taraddadi, Yahaya el 2017 va ser nominada com a millor actriu prometedora pels City People Entertainment Awards. El 2018 va ser proclamada com a millor actriu pels City People Entertainment Awards.

## Carrera
Yahaya havia volgut actuar des de petita i es va inspirar en les pel·lícules hausa que veia. Va debutar a la pel·lícula Gidan Abinci, i després a Barauniya i Tabo, en les quals va interpretar papers secundaris. Es va fer famosa després de l'actuació com a protagonista a Mansoor, un paper originalment destinat a Bilkisu Shema. Mansoor és una pel·lícula sensacional dirigida per Ali Nuhu.

## Filmografia
| Títol           | Curs |
| --------------- | ---- |
| Gidan Abinci    | 2016 |
| Barauniya       | 2016 |
| Tabo            | 2017 |
| Mijin Yarinya   | 2017 |
| Mansoor         | 2017 |
| Mariya          | 2018 |
| Wutar Kara      | 2018 |
| Jummai Ko Larai | 2018 |
| Matan Zamani    | 2018 |
| Hafiz           | 2018 |
| Gidan Kashe Awo | 2018 |
| Gurguwa         | 2018 |
| Mujadala        | 2018 |
| Sareenah        | 2019 |
| Jaruma          | 2020 |
| Tsakaninmu      | 2021 |
| Alaqa           | 2021 |
| Hikima          | 2021 |
| Lamba           | 2022 |